# Todd McKee
Todd McKee (* 7. November 1963 in Kentfield, Kalifornien) ist ein US-amerikanischer Schauspieler.
Sein Fernsehdebüt gab er 1984 in der US-amerikanischen Seifenoper California Clan, wo er bis 1989 die Rolle des Ted Capwell verkörperte. Danach spielte er von 1990 bis 1992 und von 2007 bis 2008 in Reich und Schön den Jake MacLaine. Zwischendurch trat Todd McKee in zahlreichen Fernsehproduktionen auf, wie in Eine himmlische Familie, Melrose Place oder Models Inc..
Der Schauspieler wurde für seine Rolle in California Clan 1985 für den Young Artist Award und 1992 für seine Darstellung in Reich und Schön für den Soap Opera Digest Award nominiert.